# ショック・ロック
ショック・ロック（Shock rock）は、ロックやヘヴィメタルと、衝撃的な価値を強調した非常に演劇的なライブ・パフォーマンスを組み合わせたものである。パフォーマンスには、アーティストによる暴力的または挑発的な行動、衣装、マスク、フェイス・ペイントなどの注目を集めるイメージの使用、花火や血糊などの特殊効果が含まれる場合がある。ショック・ロックには、ホラーの要素も含まれることがよくある。

## 略歴
スクリーミン・ジェイ・ホーキンズはショック・ロックの先駆者とみなされている。1956年のヒット曲「I Put a Spell on You」の成功後、ホーキンスは多くのライブ・ショーで繰り返しスタントを行うようになった。棺桶から現れ、頭蓋骨の形をしたマイクに向かって歌い、発煙筒を発射した。同様のスタントを行ったアーティストとして、イギリスのシンガーソングライター、スクリーミング・ロード・サッチが知られる。

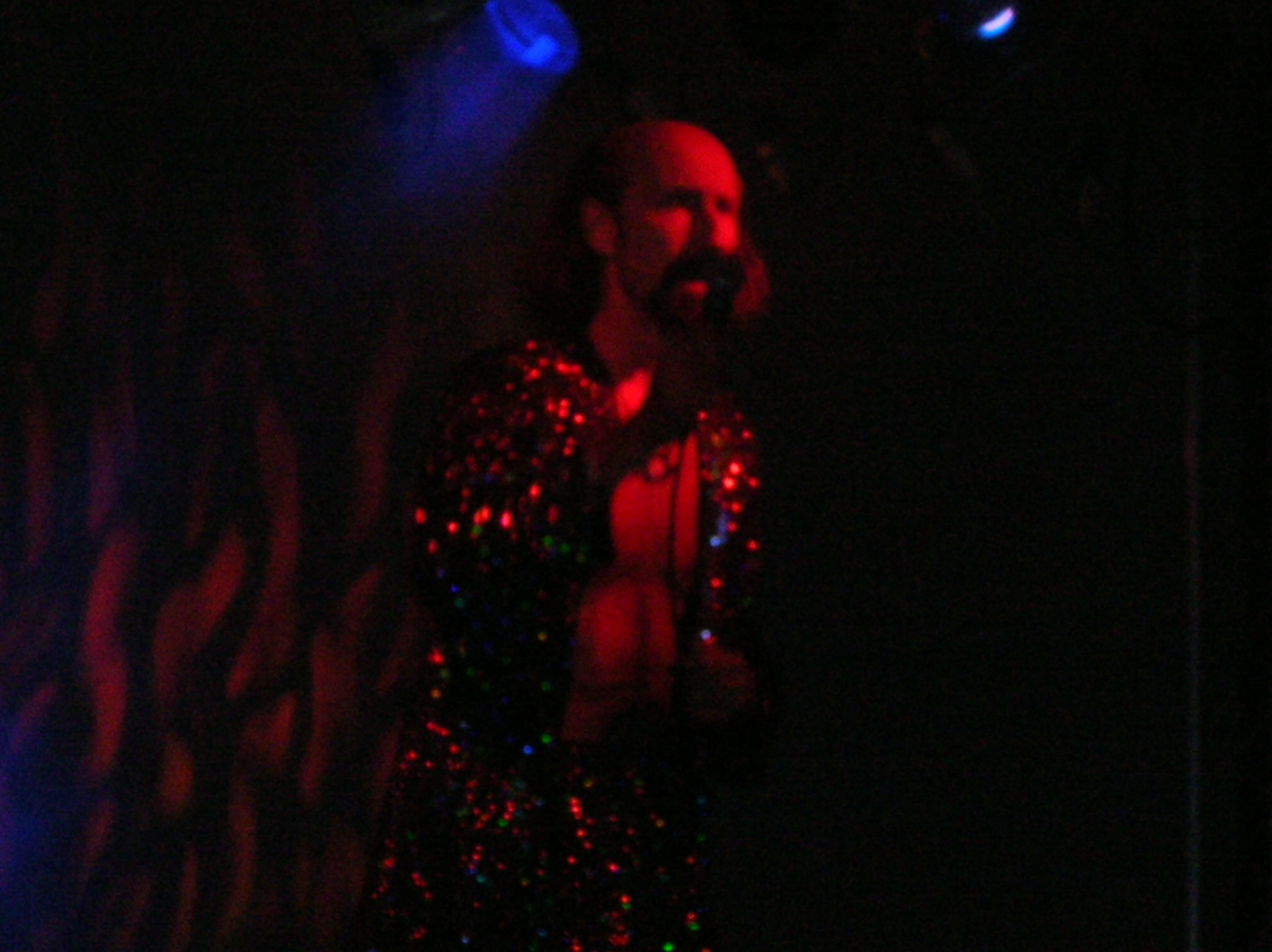
アーサー・ブラウン（2005年）。ライブ・パフォーマンス中やプロモーション・テレビ・ビデオで、ブラウンは白黒のメイク（コープス・ペイント）と燃えるヘッドピースをつけて、1968年の曲「ファイアー」を歌った

1960年代には、数人のプロト・ショック・ロック・アーティストが登場した。イギリスでは、ザ・フーが楽器を頻繁に破壊し、ザ・ムーヴもテレビを破壊し、アーサー・ブラウンは鮮やかなメイクと燃えるヘッドピースを身につけていた。アメリカでは、1967年にジミ・ヘンドリックスがモントレー・ポップ・フェスティバルでギターに火をつけた。デトロイトのミュージシャン、ザ・ストゥージズのイギー・ポップは、ステージ上で暴力的で気まぐれなキャラクターを演じ、広く知られるようになった。ポップはステージ上で体を激しく投げ回して、バンドのメンバーを頻繁に負傷させた。ポップは、ショック・ロックとグラムロックの両方の感性を体現する、腕まで届く銀色のラメ入り手袋に加え、一部のパフォーマンス中に犬の首輪を着けていたことでも知られていた。1970年の少なくとも1回のショーでは、ポップは体にピーナッツバターを塗りつけ、観客に投げつけた。
「ショック・ロックのゴッドファーザー」とよく呼ばれるアリス・クーパーは、アーサー・ブラウンを見て、「若き日のアリス・クーパーが、メイクアップと地獄のようなパフォーマンスでそれを見ている姿を想像できますか? まるで私のハロウィーンが一度にやってきたようでした!」と述べた。
プラズマティックスは、イェール大学美術学部卒業生のロッド・スウェンソンとウェンディ・O・ウィリアムズが結成したアメリカのパンク・ロック・バンドである。このバンドは、ワイルドなライブ・ショーで知られる物議を醸すグループだった。ギターをチェーンソーで切ったり、スピーカー・キャビネットを爆破したり、テレビをハンマーで叩いたりするだけでなく、ウィリアムズとプラズマティックスはステージ上で自動車を爆破した。ウィリアムズはミルウォーキーでミルウォーキー警察に逮捕され、公然わいせつ罪で起訴された。『サウンズ』誌のジム・ファーバーは、このショーについて次のように説明している。「リード・シンガーで元ポルノ・スターで現在は重量挙げ選手のウェンディ・オーリンズ・ウィリアムズ (略して W.O.W.) は、プラズマティックスのショーのほとんどを、ファミリー・サイズの胸を愛撫したり、汗ばんだ股間を掻いたり、ドラム・キットを食べたり、その他の遊び心のあるイベントに費やしています」。
1970年代後半から1993年に亡くなるまで、GGアリンは音楽よりも、わいせつな露出 (服を脱いで裸でパフォーマンスすることはアリンの最も一般的な習慣の1つだった)、ステージ上での排便、食糞、自傷行為、観客への攻撃など、非常に逸脱したトランスグレッシブ・アート行動で知られていた。
1980年代、バージニア州リッチモンドで、アーティストとミュージシャンのコラボレーションとしてグワァーが結成された。バンドのメンバーは、H・P・ラヴクラフトの文学的多元宇宙、クトゥルフ神話の多くの生き物からインスピレーションを得たと主張する、豪華なモンスターの衣装を独自に作っている。グワァーは、模擬ジョスト（馬上槍試合）や、お互いを殺し合うふりなど、派手な演劇をショーによく取り入れている。
メンターズ（Mentors）は、コンサートで死刑執行人の頭巾をかぶり、報道陣にわざと突飛な発言をすることで、ショック・ロックのイメージを作り上げた。1990年代には、ボーカリストのエルドン・ホークも、ステージ上での性行為をバンドのレパートリーに取り入れ始めた。

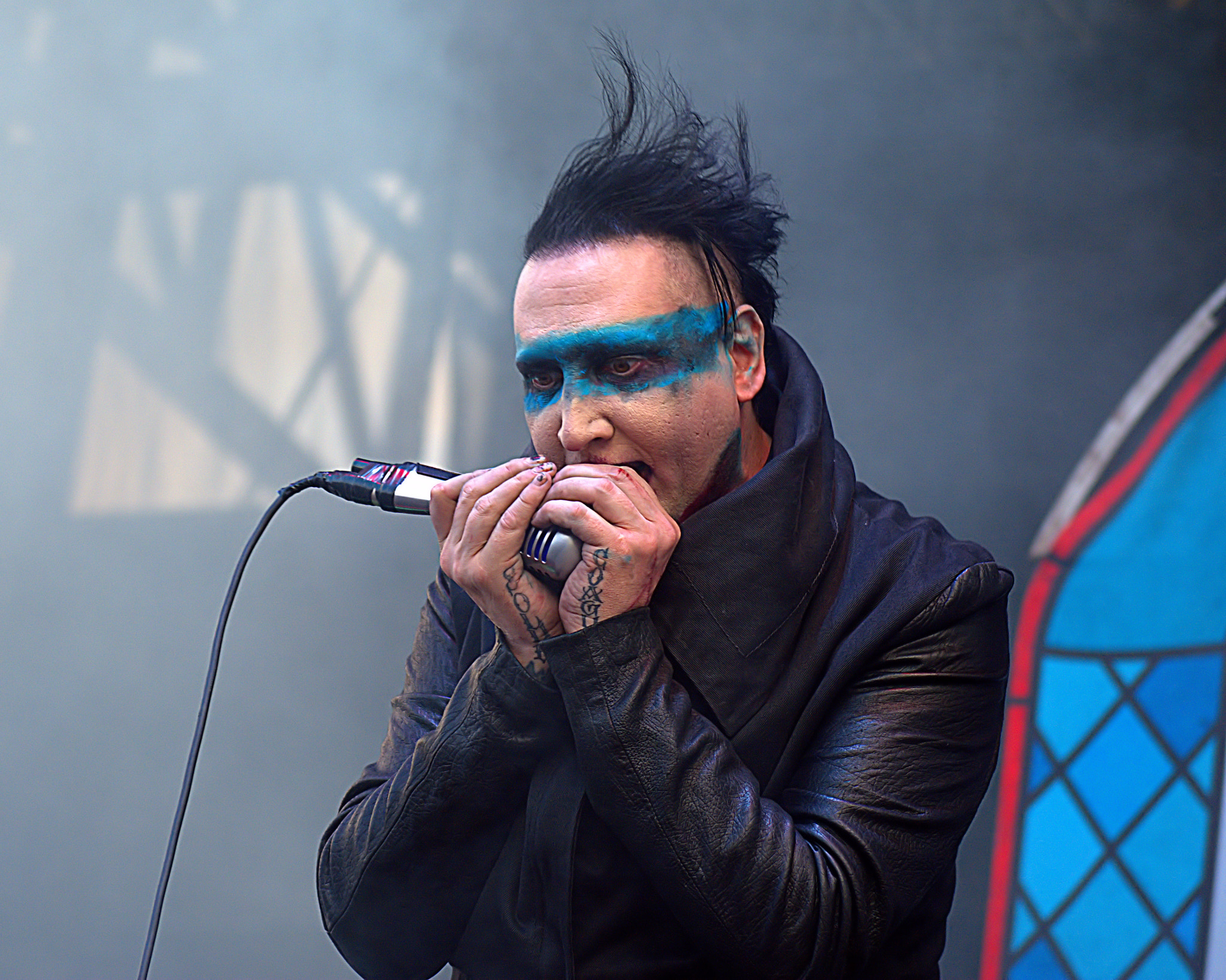
ショック・ロッカーとして広く知られるマリリン・マンソン

1990年代と2000年代、マリリン・マンソンは、おそらくショック・ロック界で最も注目され、よく知られたバンドとなった。かつて、ジョセフ・リーバーマン元アメリカ合衆国上院議員（コネチカット州民主党）は、彼を「おそらく、主流のレコード会社が宣伝した中で最もイカれたグループ」と呼んだ。アメリカ合衆国の国旗を燃やしたり、聖書のページを破ったりするなど、マンソンのステージでの奇行は、彼のキャリアを通じて抗議の対象となってきた。マンソンは、すべてのアーティストには表現の手段があり、彼の視覚的および声のスタイルは、彼が芸術的に伝えようとしていることを聴衆や一般大衆がどう捉え、解釈するかをコントロールするための手段にすぎないと主張した。

## 参考
- List of shock rock musicians